# Jersey Girl (película)
Jersey Girl (Una chica de Jersey en España; Padre soltero en Hispanoamérica) es una película de 2004 de género comedia-drama de Estados Unidos. Protagonizada por Ben Affleck, Liv Tyler y George Carlin, fue escrita y dirigida por Kevin Smith, siendo una de sus pocas películas que transcurren fuera del universo View Askew Productions de intercambio de personajes e historias.

## Sinopsis
La historia trata sobre Ollie Trinké, un hombre casado que vive en Nueva York y trabaja en una firma de publicidad. Cuando todo parecía ir bien, su esposa Gertrude fallece, dejándole una niña recién nacida. Dificultado por tener que criar a su hija él solo, se ve obligado a llevarla a una presentación donde iban a dar un premio a Will Smith, pero todo sale mal y termina siendo despedido. Sin saber qué hacer, vuelve a casa de su padre en Nueva Jersey, pidiéndole ayuda por unos meses, pero la situación termina convirtiéndose en definitiva.
Pasan los años y una noche acude con su hija a un establecimiento para alquilar una película. Allí conoce a Maya, la encargada de la tienda, y poco a poco irá surgiendo entre ellos una relación especial. Sin embargo, Ollie se muestra reacio a volver a involucrar a alguien en su vida y la de su hija, por temor a una nueva pérdida.

## Reparto
- Ben Affleck es Oliver "Ollie" Trinké.
- Liv Tyler es Maya.
- Raquel Castro es Gertie Trinké.
- George Carlin es Bart Trinké.
- Jennifer Lopez es Gertrude Steiney
- Stephen Root es Greenie.
- Mike Starr es Block.
- Jason Biggs es Arthur Brickman.
- Will Smith es él mismo.
- Jason Lee as PR Exec. 1.
- Matt Damon es PR Exec. 2.

## Producción y críticas
Con un presupuesto de 35 millones de dólares, es la película con mayor presupuesto de la carrera de Kevin Smith hasta la fecha (10 millones de dólares fueron para Ben Afflecky 4 millones para Jennifer Lopez). Fue nominada a tres premios Razzie. Su recaudación en taquilla fue muy baja, y recibió muchos comentarios negativos. La portada del DVD también recibió duras críticas con el director Kevin Smith. La peor película del año según los Razzies había sido Gigli, donde aparecían J.Lo y Affleck juntos al igual que en Jersey Girl. Aunque en Jersey Girl Jennifer Lopez sólo aparece unos minutos al inicio, hubo que congelar el estreno para que no le afectara más de lo que se esperaba a la recaudación, y las desventuras de la pareja no ayudaron. Es una película que evoca los recuerdos de Kevin Smith cuando era joven en Nueva Jersey y su padre murió (aunque en la película es la madre quien fallece). Sólo unos pocos destacados críticos reaccionaron favorablemente, por ejemplo, Roger Ebert dio a la película tres estrellas y media de cuatro.